# Rue La Vacquerie
La rue La Vacquerie est une voie située dans le quartier de la Roquette du 11e arrondissement de Paris, en France.

## Situation et accès
Elle débute à l'intersection avec la rue de la Folie Régnault, croise la rue Maillard et se termine à l'intersection avec la rue de la Roquette au n° 20.

## Origine du nom
Elle porte le nom de Jean de La Vacquerie, premier président au Parlement de Paris de 1481 à 1497.

## Historique
La voie est ouverte par décret du 11 juillet 1860 et prend sa dénomination actuelle par décret du 2 mars 1864.

## Bâtiments remarquables et lieux de mémoire
- Au no 14 s’est installé dans les années 1980 le cours Simon, cours d'art dramatique fondé par René Simon.
- L'espace Kiron, anciennement une salle de spectacles et de réunion, fut situé au 10, rue La Vacquerie, et est reconverti depuis 2016. C'est dans ces murs de briques qu'une ancienne usine, fabriquait des distributeurs de tickets, des poinçonneuses, des oblitérateurs de tickets ou billets pour la RATP et la SNCF voire pour d’autres compagnies.